# Cosmosoma eumelis
Cosmosoma eumelis är en fjärilsart som beskrevs av Druce 1883. Cosmosoma eumelis ingår i släktet Cosmosoma och familjen björnspinnare. Inga underarter finns listade i Catalogue of Life.